# Chalciope emathion
Chalciope emathion är en fjärilsart som beskrevs av Pieter Cornelius Tobias Snellen 1902. Chalciope emathion ingår i släktet Chalciope och familjen nattflyn. Inga underarter finns listade i Catalogue of Life.